# UFC 74
UFC 74: Respect – gala mieszanych sztuk walki organizacji UFC, która odbyła się 25 sierpnia 2007 roku w Las Vegas. W walce wieczoru Randy Couture pokonał Gabriela Gonzagę, broniąc mistrzostwa UFC w wadze ciężkiej.

## Wyniki walk[1]

### Karta wstępna

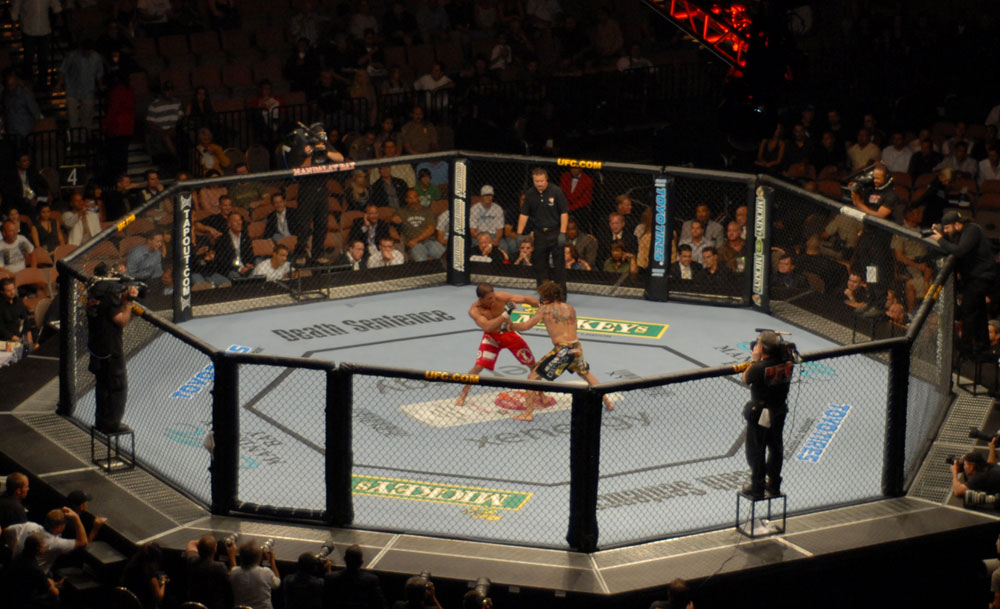
Guida vs Aurelio

- Waga lekka:  Marcus Aurelio vs  Clay Guida

Guida zwyciężył przez niejednogłośną decyzję sędziów (30-27, 30-27, 28-29)
- Waga średnia:  Thales Leites[2] vs  Ryan Jensen

Leites zwyciężył przez poddanie się Jensena (dźwignia prosta na staw łokciowy) w 3:37 min rundy pierwszej.
- Waga ciężka:  Frank Mir vs  Antoni Hardonk

Mir zwyciężył przez poddanie się Hardonka (kimura) w 1:17 min pierwszej rundy.
- Waga półciężka:  Renato Sobral vs  David Heath

Sobral zwyciężył przez poddanie się Heatha (anakonda). Brazylijczyk otrzymał po walce karę pieniężną w wysokości 25 000 $ za zignorowanie instrukcji sędziego i zbyt późne uwolnienie rywala z duszenia.

### Karta główna
- Waga ciężka:  Kendall Grove vs  Patrick Côté

Côté zwyciężył przez KO (udrzenia) w 4:45 min rundy pierwszej.
- Waga lekka:  Joe Stevenson vs  Kurt Pellegrino

Stevenson zwyciężył przez jednogłośną decyzję sędziów (30-27, 30-27, 29-28). W trakcie walki Stevenson doznał złamania nosa.
- Waga lekka:  Roger Huerta vs Alberto Crane

Huerta zwyciężył przez TKO w 1:50 min pierwszej rundy.
- Waga półśrednia:  Georges St-Pierre vs  Josh Koscheck

St-Pierre zwyciężył przez jednogłośną decyzję sędziów (29-28, 29-28, 30-27).
- Walka o mistrzostwo w wadze ciężkiej:  Randy Couture (m) vs  Gabriel Gonzaga

Couture zwyciężył przez TKO w 1:37 min rundy trzeciej.

## Nagrody bonusowe
Wymienieni poniżej zawodnicy otrzymali dodatkową nagrodę w wysokości 40 000 $:
- Walka wieczoru →  Randy Couture vs  Gabriel Gonzaga
- Poddanie wieczoru →  Thales Leites
- Nokaut wieczoru →  Patrick Côté